# ジョン・バーク (第4代メイヨー伯爵)
第4代メイヨー伯爵ジョン・バーク（英語: John Bourke, 4th Earl of Mayo GCH PC (Ire)、1766年6月18日 – 1849年5月23日）は、イギリスの政治家、アイルランド貴族。1790年から1794年までアイルランド庶民院議員を、1816年から1849年までアイルランド貴族代表議員を務めた。1792年から1794年までネイス卿の儀礼称号を使用した。

## 生涯
第3代メイヨー伯爵ジョセフ・ディーン・バークと妻エリザベス（Elizabeth、旧姓ミード（Meade）、1807年3月13日没、第3代準男爵サー・リチャード・ミードの娘）の息子として、1766年6月18日に生まれた。1784年1月12日にオックスフォード大学クライスト・チャーチに入学、1793年7月13日にD.C.L.の学位を授与された。
1790年から1794年までネイス選挙区の代表としてアイルランド庶民院議員を務めた。1794年8月17日に父が死去すると、メイヨー伯爵位を継承した。1801年のアイルランド王国とグレートブリテン王国の合同によりネイス選挙区が廃止されると、その補償として15,000ポンドを受け取った。
1810年2月20日、アイルランド枢密院の枢密顧問官に任命された。1816年にアイルランド貴族代表議員に選出され、1849年に死去するまで務めた。貴族院ではトーリー党に属し、1820年にジョージ4世妃キャロライン・オブ・ブランズウィックへの痛みと罰法案に賛成票を投じ、第1回選挙法改正の第2次法案（1831年10月）に反対票を投じた。
1819年5月11日にクラレンス公爵ウィリアム（後の国王ウィリアム4世）の代表としてジョージ・オブ・ケンブリッジ（後の第2代ケンブリッジ公爵）の洗礼式に出席、妻もヴュルテンベルク王妃シャーロット（イギリス王ジョージ3世の娘）の代表として出席した。同年、ロイヤル・ゲルフ勲章ナイト・グランド・クロス（文民部門）を授与された。1821年のジョージ4世戴冠式ではハノーファー王国の旗章持ちとして出席した。
1849年5月23日にサセックスのバーステッド・ロッジで死去、弟リチャードの息子ロバートが爵位を継承した。

## 家族

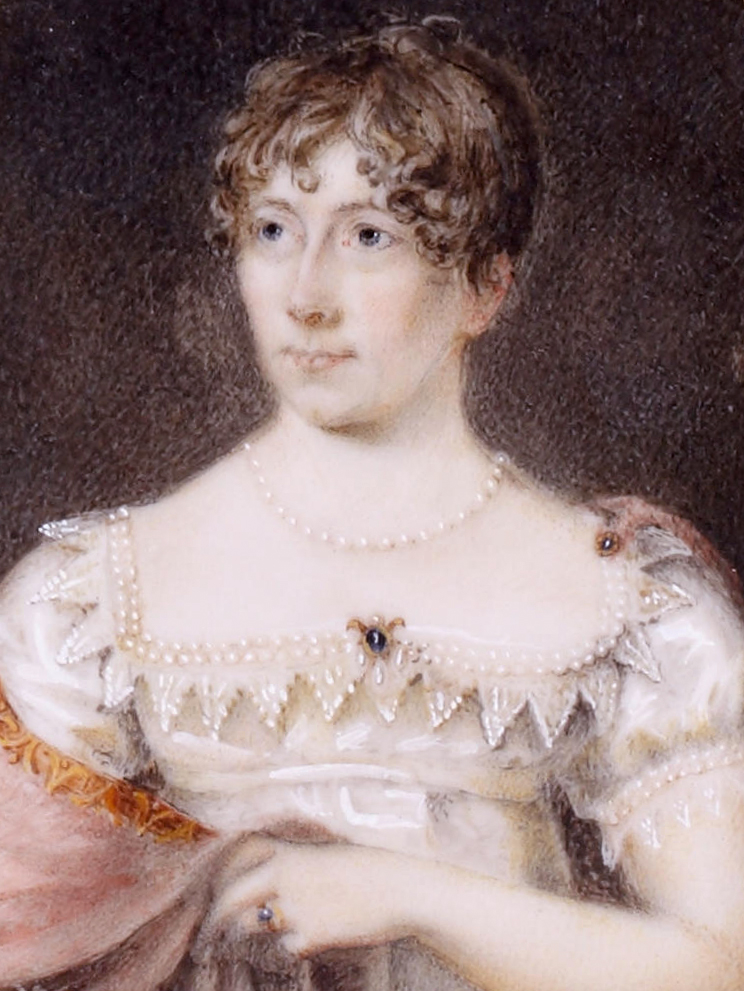
メイヨー伯爵夫人アラベラ、1810年ごろ。

1792年4月24日、アラベラ・マクワース＝プレド（Arabella Macworth-Praed、1766年11月 – 1843年11月19日、ウィリアム・マクワース＝プレドの娘）と結婚したが、2人の間に子供はいなかった。